# Omphalina
Omphalina is een geslacht uit de orde Agaricales. De typesoort is het roodbruin trechtertje (Omphalina pyxidata).

## Soorten
Volgens Index Fungorum telt het geslacht 97 soorten (peildatum december 2023):
| Soortnaam                                  | Auteur(s)                      | Publicatiejaar |
| ------------------------------------------ | ------------------------------ | -------------- |
| Omphalina affricata                        | (Fr.) Raithelh.                | 1980           |
| Omphalina alachuana                        | Murrill                        | 1942           |
| Omphalina alborosea                        | (Pat. & Gaillard) Raithelh.    | 1992           |
| Omphalina allenii                          | (Maire) P.D. Orton             | 1960           |
| Omphalina angustifolia                     | (Singer) Raithelh.             | 1973           |
| Omphalina arctica                          | Lamoure                        | 1982           |
| Omphalina australis                        | Murrill                        | 1945           |
| Omphalina ballesteri                       | Calonge & Tomo                 | 1991           |
| Omphalina bicolor                          | Murrill                        | 1946           |
| Omphalina brownii                          | (Berk. & Broome) P.D. Orton    | 1960           |
| Omphalina brunneogrisea                    | (Bres.) Raithelh.              | 1992           |
| Omphalina buccinalis                       | (Batsch) Murrill               | 1916           |
| Omphalina carneorufula                     | (Berk.) Y.S. Chang & Kantvilas | 1993           |
| Omphalina cervina                          | Raithelh.                      | 1992           |
| Omphalina cheilocystidiata                 | (Singer) Raithelh.             | 1992           |
| Omphalina chionophila                      | Lamoure                        | 1974           |
| Omphalina chondripes                       | (Berk. & M.A. Curtis) Murrill  | 1916           |
| Omphalina clavuligera                      | (Singer) Raithelh.             | 1983           |
| Omphalina colensoi                         | (Berk.) J.A. Cooper            | 2023           |
| Omphalina collybiiformis                   | Murrill                        | 1916           |
| Omphalina columbiana                       | Singer                         | 1970           |
| Omphalina cotopatae                        | (Singer) Raithelh.             | 1992           |
| Omphalina cuspidatella                     | Murrill                        | 1916           |
| Omphalina cyanobrunnescens                 | Imler                          | 1986           |
| Omphalina dawsonii                         | Murrill                        | 1916           |
| Omphalina defibulata                       | Singer                         | 1952           |
| Omphalina demissa (Purpertrechtertje)      | (Fr.) Quél.                    | 1886           |
| Omphalina depauperata                      | (Singer) Raithelh.             | 1973           |
| Omphalina elastica                         | (Singer) Raithelh.             | 1983           |
| Omphalina eximia                           | (Peck) Murrill                 | 1916           |
| Omphalina flavella                         | (Berk. & M.A. Curtis) Murrill  | 1916           |
| Omphalina floridana                        | Murrill                        | 1941           |
| Omphalina fuliginea                        | Kalamees                       | 1987           |
| Omphalina fuliginosa                       | (Massee) Manjula               | 1983           |
| Omphalina fulvopallens                     | P.D. Orton                     | 1984           |
| Omphalina fumosa                           | Murrill                        | 1945           |
| Omphalina globispora                       | Raithelh.                      | 1972           |
| Omphalina grisea                           | (Fr.) Quél.                    | 1886           |
| Omphalina hypobrunnea                      | Murrill                        | 1916           |
| Omphalina hypoleparga                      | (Singer) Raithelh.             | 1992           |
| Omphalina incarnata                        | Murrill                        | 1916           |
| Omphalina infumata                         | Singer                         | 1989           |
| Omphalina isabellina                       | A.H. Sm. & D.E. Stuntz         | 1950           |
| Omphalina kuehneri                         | Lamoure                        | 1974           |
| Omphalina largispora                       | E. Horak                       | 1980           |
| Omphalina lenta                            | Murrill                        | 1916           |
| Omphalina licheniformis                    | X.L. Wei, Z.H. Cao & R.L. Zhao | 2022           |
| Omphalina lilaceorosea                     | Svrček & Kubička               | 1971           |
| Omphalina mellea                           | Murrill                        | 1945           |
| Omphalina mercantorica                     | Trimbach                       | 1983           |
| Omphalina microsperma                      | Arnolds                        | 1982           |
| Omphalina minutissima                      | (Singer) Raithelh.             | 1992           |
| Omphalina mostnyae                         | Singer                         | 1973           |
| Omphalina mutila (Wit heidetrechtertje)    | (Fr.) P.D. Orton               | 1960           |
| Omphalina niveicolor                       | Murrill                        | 1916           |
| Omphalina nothofaginea                     | (G. Stev.) E. Horak            | 1971           |
| Omphalina novoguineensis                   | Kobayasi                       | 1971           |
| Omphalina oblongispora                     | Dennis                         | 1961           |
| Omphalina oedipus                          | (Massee) Manjula               | 1983           |
| Omphalina offuciata                        | (Fr.) Bon                      | 1996           |
| Omphalina olivaria                         | (Peck) Singer                  | 1951           |
| Omphalina paludicola                       | (Cleland) Grgur.               | 1997           |
| Omphalina pervirginea                      | Murrill                        | 1946           |
| Omphalina praerimosa                       | Murrill                        | 1946           |
| Omphalina praticola (Weidetrechtertje)     | Kuyper, Arnolds & P.-J. Keizer | 1997           |
| Omphalina psammophila                      | Shchukin                       | 1985           |
| Omphalina pseudofibula                     | Dennis                         | 1961           |
| Omphalina pseudomuralis                    | Lamoure                        | 1974           |
| Omphalina pyxidata (Roodbruin trechtertje) | (Bull.) Quél.                  | 1886           |
| Omphalina radiatilis                       | (Berk.) Manjula                | 1983           |
| Omphalina ranunculina                      | (Berk.) Manjula                | 1983           |
| Omphalina retosta                          | (Fr.) P.D. Orton               | 1960           |
| Omphalina rivulicola                       | (J. Favre) Lamoure             | 1974           |
| Omphalina roblemaulicola                   | Garrido                        | 1988           |
| Omphalina rogersii                         | (Massee) Manjula               | 1983           |
| Omphalina scandens                         | (Singer) Raithelh.             | 1992           |
| Omphalina sequoiarum                       | Murrill                        | 1916           |
| Omphalina setipes                          | (Fr.) Raithelh.                | 1992           |
| Omphalina sphagnophila                     | (Peck) H.E. Bigelow            | 1970           |
| Omphalina stellata                         | (Fr.) Quél.                    | 1886           |
| Omphalina subalpina                        | E. Horak                       | 1960           |
| Omphalina subfloridana                     | Murrill                        | 1946           |
| Omphalina subfumosa                        | (H.E. Bigelow) Harmaja         | 1979           |
| Omphalina subhepatica                      | (Batsch) Murrill               | 1916           |
| Omphalina subolivacea                      | Raithelh.                      | 1972           |
| Omphalina subpallida                       | (Singer) Raithelh.             | 1973           |
| Omphalina subscandens                      | (Raithelh.) Raithelh.          | 1992           |
| Omphalina subumbratilis                    | Murrill                        | 1946           |
| Omphalina telmatiaea                       | (Berk. & Cooke) Singer         | 1962           |
| Omphalina tepeitensis                      | Murrill                        | 1916           |
| Omphalina umbrinocarnosa                   | Raithelh.                      | 1974           |
| Omphalina versatilis                       | (Bertero & Mont.) Raithelh.    | 1992           |
| Omphalina wasumii                          | Raithelh.                      | 1992           |
| Omphalina wellingtonensis                  | G. Stev.                       | 1964           |
| Omphalina xanthodictyon                    | (Singer) Raithelh.             | 1992           |
| Omphalina xylophila                        | (Vassilkov) Bon                | 1995           |
| Omphalina yalae                            | (Singer) Raithelh.             | 1992           |